# Izamal
Izamal (in Mayathan Itzmal, „Ort der Leguane“) ist eine historisch bedeutende Kleinstadt im Bundesstaat Yucatán in Mexiko. Izamal hat etwa 16.000 Einwohner und ist Verwaltungssitz des Municipio Izamal.
Die Geschichte der Stadt geht weit in die vorspanische Zeit zurück, aus der große pyramidenartige Bauten erhalten sind, und behielt ihre Bedeutung bis in die Gegenwart bei. Die Stadt erhielt die touristische Auszeichnung Pueblo Mágico.

## Vorspanische Zeit und erhaltene Bauten

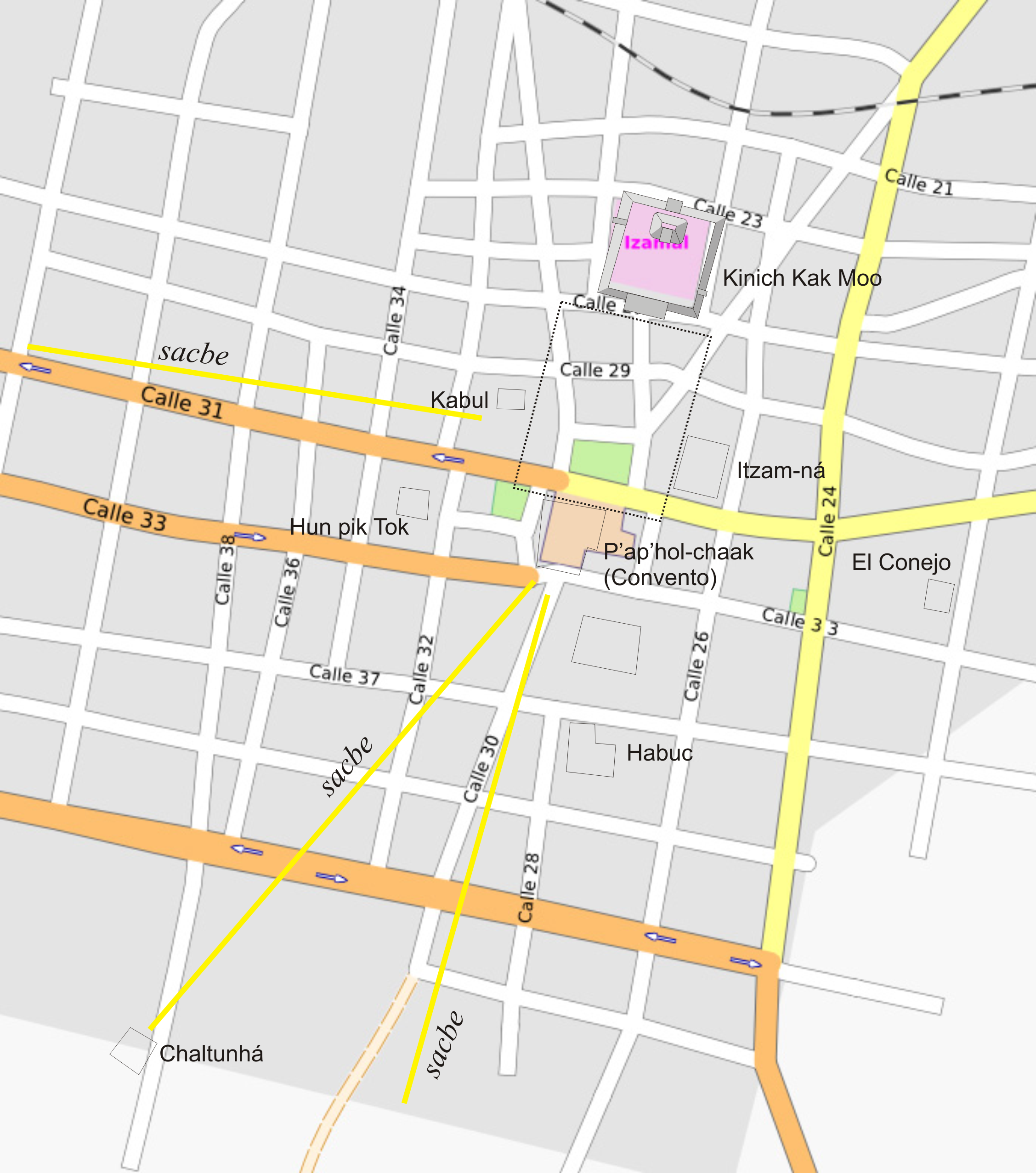
Zentrum von Izamal mit vorspanischen Ruinen

Die frühesten Spuren der indianischen Stadt reichen ins Mittlere Präklassikum zurück. Im Frühen Klassikum erreichte die Stadt eine Ausdehnung von rund 10 km², wobei an eine lockere Bebauung gedacht werden muss. Von Izamal führten zwei Sacbés zu den Orten (und Ruinenstätten) Aké in knapp 30 km Entfernung im Westen und, weitgehend von einem modernen Fahrweg überdeckt, nach Kantunil im Süden. Ein kleines Stück der Straße nach Aké, die im Gelände meist als niedrige Erhebung mit etwas unterschiedlichem Bewuchs erkennbar ist und dicht parallel zur modernen Stadt verläuft, wurde rund 3,25 km westlich des Stadtzentrums restauriert. Eine dritte Straße von nur 1 km Länge führt in südwestlicher Richtung zu einer Pyramidenplattform, genannt Chaltunhá, am modernen Stadtrand. Im Zentrum des modernen Ortes liegen mehrere große und hohe Plattformen, die einst die Tempel wichtiger Gottheiten trugen. Die Struktur der Stadt ist vergleichbar mit T’ho, dem vorspanischen Mérida. Die Pyramidenplattformen (außer den ersten beiden) und anderen vorspanischen Bauten liegen in den Gärten der Häuser und sind von den Straßen nicht zu erkennen.

### P’ap’hol-chaak
Dieses Bauwerk wurde zum Fundament des jetzigen Franziskanerkonvents. Die ursprüngliche Gestalt dieser Pyramidenstruktur ist ungewiss, denn sie wurde zum Vorhof der Klosterkirche umgestaltet, der sich deswegen mehrere Meter über das Niveau der Straßen erhebt. Die hierbei errichteten Zugänge in Form von Rampen haben sicherlich nichts mit der ursprünglichen Gestalt zu tun. Um Kirche und Kloster an die Höhe des Atriums anzugleichen, wurden besonders auf der Südseite der Kirche hohe Mauerkonstruktionen notwendig.

### Kinich Kak Moo

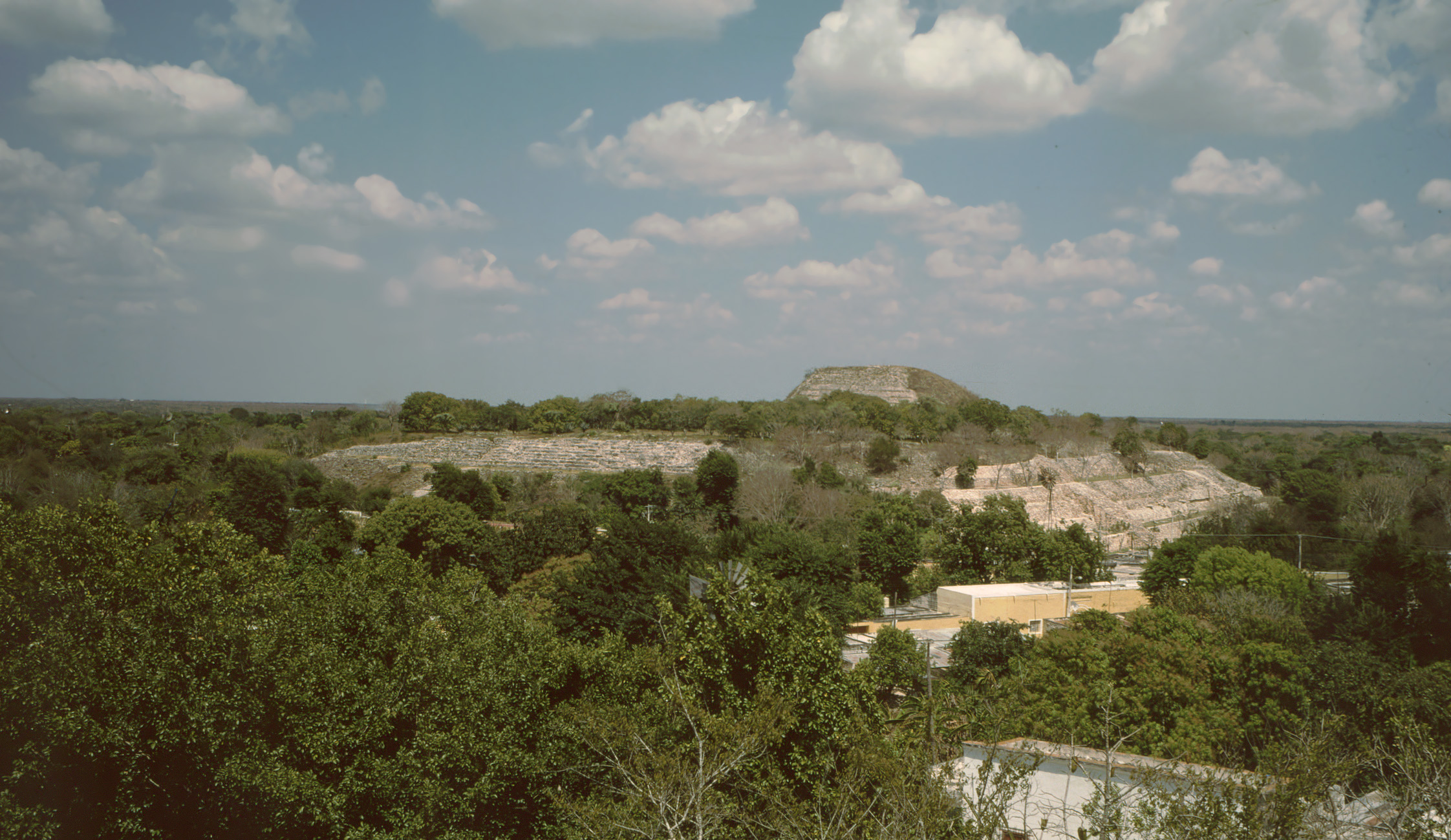
Pyramidenplattform Kinich Kak Moo von Süden

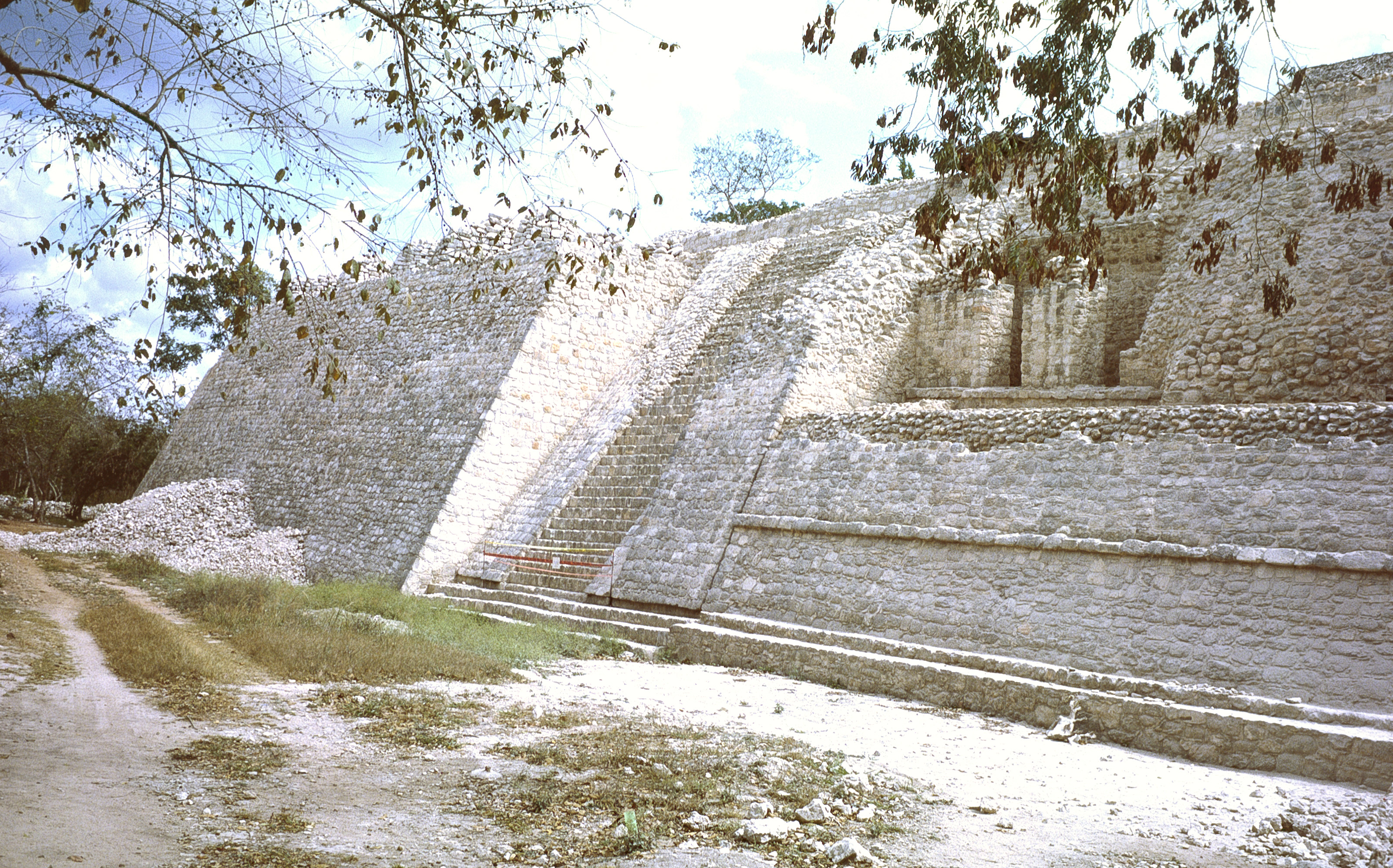
Seite mit Seitentreppe der Pyramidenplattform Kinich Kak Moo

Diese Pyramidenplattform ist die größte von Izamal mit Seitenlängen von 200 m und einer Höhe der Plattform von 36 m, sie stammt aus dem Mittleren Klassikum. Der Hauptzugang zur Plattform erfolgt von der Südseite, wo eine monumentale megalithische Treppe aus riesigen bearbeiteten Steinblöcken weit vorgeschuht ist. Von den anderen Seiten führen steile, aber nicht monolithische Treppen zur Plattformoberfläche hinauf. Am nördlichen Rand der Pyramidenplattform erhebt sich eine Pyramide mit leicht abgerundeten Ecken und 10 Stufen (50 × 30 m), die als postklassisch und somit mehrere Jahrhunderte jünger als die Pyramidenplattform eingeschätzt wird. Der Komplex wurde in den 1990er Jahren unter Leitung von Luis Millet erforscht und restauriert.

### Kabul
Bei dieser Pyramidenplattform handelt es sich um eine eher kleinere Konstruktion an der Westseite eines zu vermutendem, großen Platzes zwischen den beiden oben genannten Pyramidenplattformen. An einem der Bauten sahen John Lloyd Stephens und sein Zeichner Frederick Catherwood 1842 eine große Stuckmaske, wie sie für frühklassische Bauten der Maya nicht ungewöhnlich ist. Vierzig Jahre später fand Désiré Charnay noch eine weitere Maske und weitere Stuckdekorationen. Von all dem ist nichts mehr erhalten. Ausgrabungen und Rekonstruktionen haben hier bisher nicht stattgefunden. Von hier beginnt der Sacbé nach Aké. 

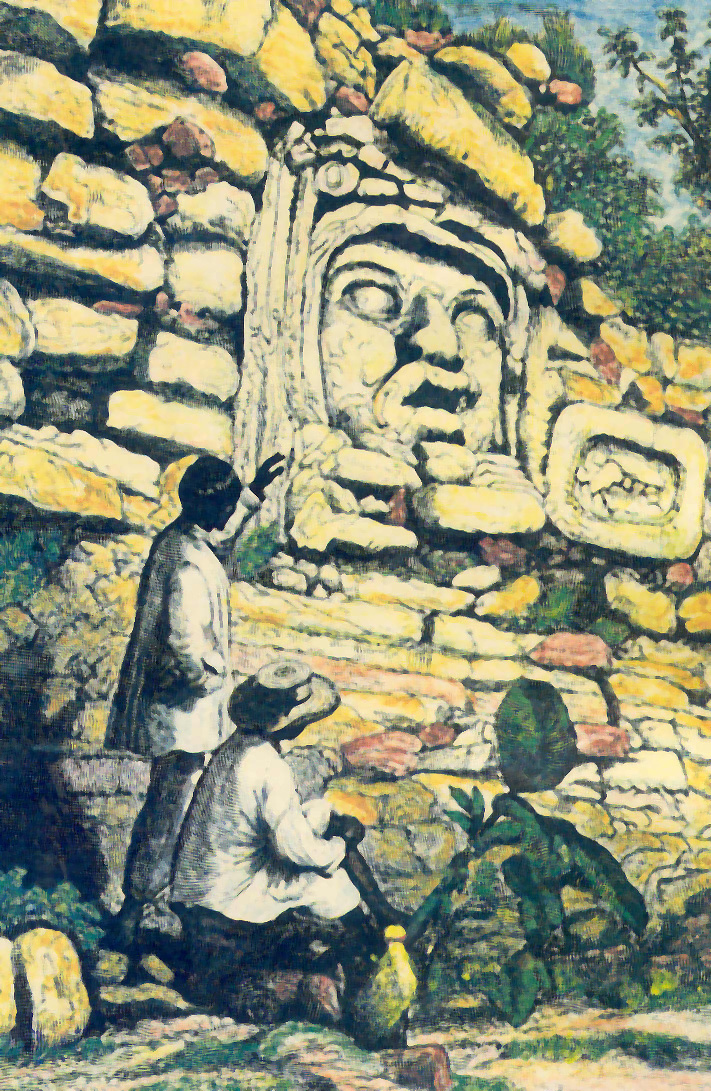
Stuckmaske am Komplex Kabul, Zeichnung von Frederick Catherwood

### Itzamatul
Die mit 21 m recht hohe Plattform (an der Calle 26 gelegen) trug einen Tempel für den Gott Itzamná. Die nördliche und östliche Seite wurden restauriert und zeigen einen fünfstufigen Aufbau.

### Habuc
Ein weitgehend ausgegrabener Komplex von ineinander verschachtelten Bauten in mehreren Konstruktionsphasen, an der Calle 24 gelegen.

### El Conejo
Bei der 1994 ausgegrabenen und konsolidierten Struktur (Calle 22 nahe Calle 33) handelt es sich um eine relativ kleine Plattform mit geringen Bauresten.

### Vorspanische Geschichte
In den letzten Jahrhunderten vor der spanischen Eroberung gehörte Izamal zum Fürstentum Ah Kin Chel, das vom mittleren Teil der Nordküste Yucatáns rund 70 km ins Inland reichte. Sein Hauptort war Tekoh.

## Kolonialzeit
Das Gebiet von Ah Kin Chel hatte sich ohne Kämpfe und Widerstand den Spaniern unterworfen, die zahlreiche Bevölkerung wurde durch zwei Epidemien stark verringert. Im Jahre 1549 wurde ein Franziskaner-Kloster auf der Plattform der wichtigsten vorspanischen Pyramide errichtet. Die zur Zeit der Eroberung relativ kleine Stadt wurde in der Mitte des 16. Jahrhunderts durch die Umsiedlung der über die Umgebung verstreuten Bevölkerung stark erweitert, die noch für einige Zeit in politisch getrennten Stadtteilen wohnte. In Izamal siedelten sich auch Hilfstruppen der Spanier aus Zentralmexiko in einer kleinen Siedlung namens La Concepción an, die noch für einige Jahrzehnte ihre heimatliche Sprache bewahrten.

## Moderne Stadt
Izamal war nach der Unabhängigkeit Mexikos eine der wichtigsten Städte in Yucatán. Dies zeigt sich darin, dass in der nur kurzzeitig verwendeten Fahne von Yucatán Izamal ebenso durch einen Stern im grünen Feld repräsentiert wurde wie Mérida, Valladolid, Tekax und Campeche. Die spanische Siedlung wurde 1823 in den Rang einer villa erhoben, 1841 in den einer ciudad, den sie 1923 verlor, um ihn erst 1981 wieder zu gewinnen.

## Persönlichkeiten
- Fermín Emilio Sosa Rodríguez (* 1968), römisch-katholischer Geistlicher, Erzbischof und Diplomat des Heiligen Stuhls